# Scheelenkuhlen (schip, 1927)
SS Scheelenkuhlen is een stoomsleepboot gebouwd in 1927 bij de werf Johann Oelkers in Neuhof, Hamburg, in opdracht van het Wasserstraßen- und Schifffahrtsamt (de Duitse waterwegen- en scheepvaartautoriteit vergelijkbaar met de Nederlandse Rijkswaterstaat).
De Scheelenkuhlen heeft tot 1975 dienst gedaan op de monding van de Elbe en de Duitse Bocht, waar het assistentie verleende bij de verkeersregeling van zeeschepen. Ook heeft het schip dienst gedaan als bergingsvaartuig en ijsbreker. Overige werkzaamheden bestonden uit het slepen van baggerbakken en het bevoorraden van lichtschepen.
SS Scheelenkuhlen werd in 1974 opgelegd en in 1976 verkocht aan scheepssloperij A.C. Slooten in Wormer. Het schip werd in november van dat jaar gekocht door de Nederlander Piet Visser. Visser begon een langdurige restauratie om de Scheelenkuhlen weer in de vaart te krijgen. 
Het schip heeft over de jaren deelgenomen aan veel landelijke maritieme en stoom-evenementen zoals Maritiem Rotterdam, Sail Amsterdam en Dordt in Stoom.
Voor zijn overlijden in 2005 schonk Visser de Scheelenkuhlen aan de Stichting tot Behoud van het Stoomschip in Koog aan de Zaan.

## Specificaties
- Afmeting 21,4 x 5,61 x 1,80 meter
- Compound-stoommachine in 1927 gebouwd door Christiansen und Meyer te Hamburg
- 220 ipk bij maximaal 220 omwentelingen per minuut
- Tweevuurs Schotse ketel, kolengestookt geconstrueerd door Christiansen und Meyer te Hamberg in 1927
- Werkdruk 10 atmosfeer
- Verwarmd oppervlak 60 m2